# Hydroglyphus roeri
Hydroglyphus roeri är en skalbaggsart som beskrevs av Olof Biström och Wewalka 1984. Hydroglyphus roeri ingår i släktet Hydroglyphus och familjen dykare. Inga underarter finns listade i Catalogue of Life.